# Stadion (moped)

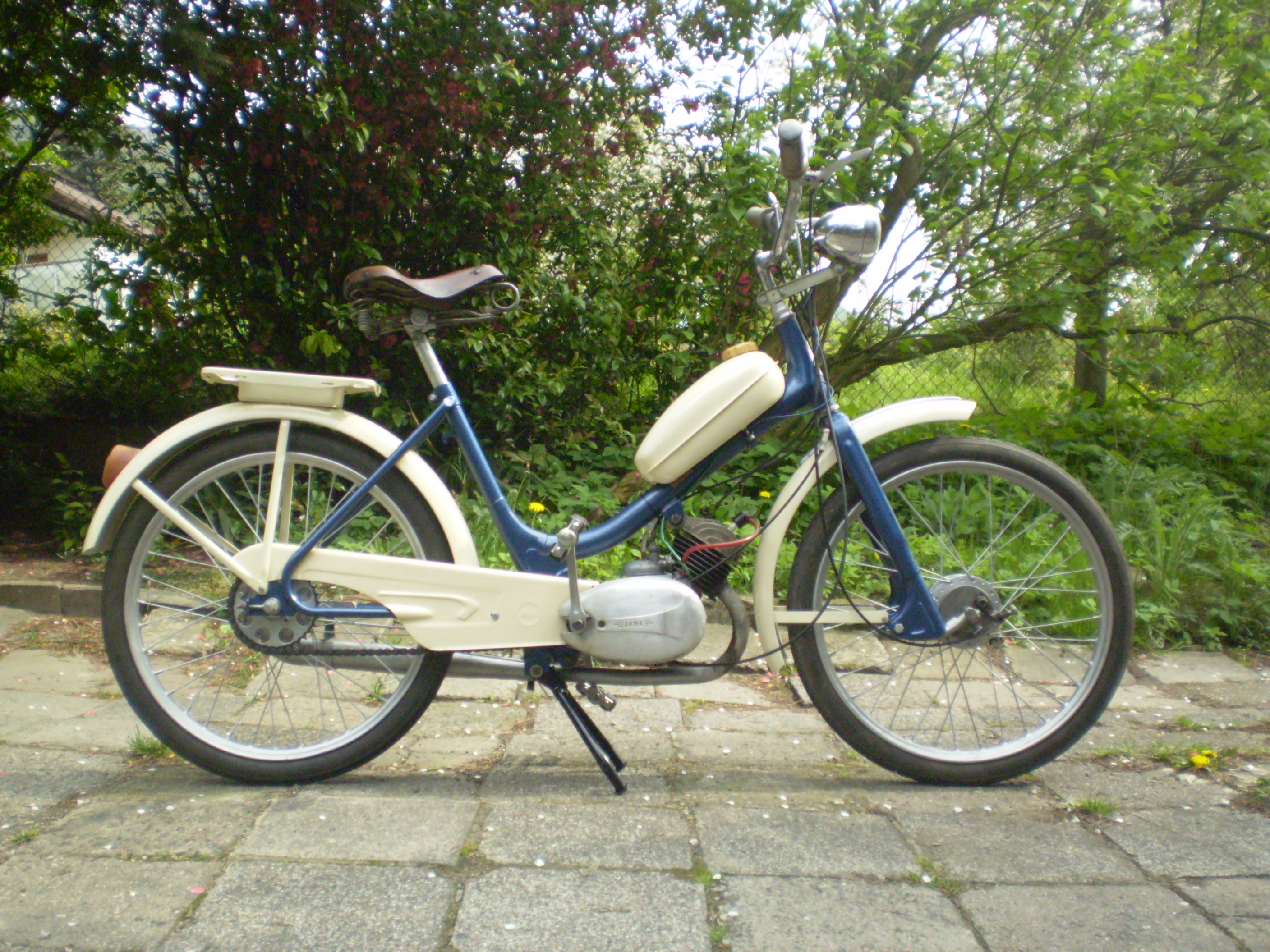
Stadion S11

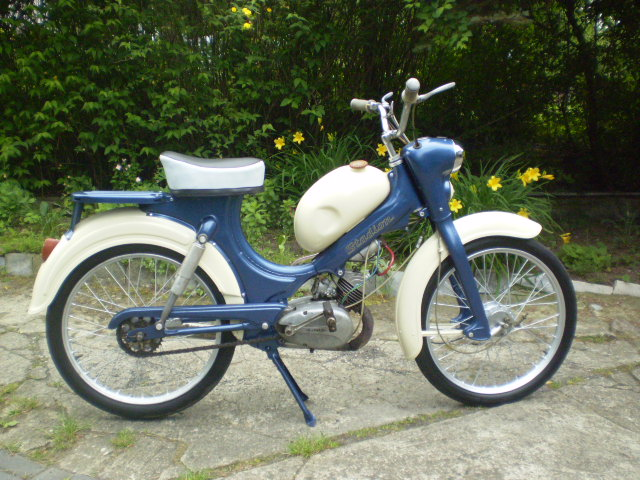
Stadion S22

Stadion byl český typ mopedu, který v někdejším Československu vyráběl podnik Motor České Budějovice ve svém pobočném závodě Stadion Rakovník.
Výroba mopedu byla zahájena v roce 1957 a byl to první moped vyráběný v Československu. První prototypy Stadionu však vznikaly již v roce 1956. Ve větším měřítku se výroba rozběhla až v roce 1958. První typ série nesl typové označení S1, jéhož výroba trvala krátce a byl nahrazen zdokonaleným Stadionem S11. V roce 1960 pak na něj navázala typová řada S22. Posledním mopedem této řady byl typ S23 z roku 1962, který byl ovšem vyráběn pouze v malé sérii a výhradně pro vývoz. Nejvíce značky Stadion bylo vyrobeno v první řadě S11, a to přes 150 tisíc kusů.